# Cookham
Cookham est une ville du Berkshire (Angleterre) qui s'étend le long de la Tamise à 3 km de Maidenhead.

## Population
La population de Cookham est de 6 668 habitants.

## Géographie
Cookham est constitué de 3 villages :
- Cookham Village - à l'est, le centre originel du village, avec une « High Street » (rue principale) attrayante
- Cookham Dean - à l'ouest
- Cookham Rise - au centre, partie de la ville qui grandit autour de la gare.

Beaucoup d'îles sur la Tamise appartiennent à Cookham, telle Odney Island.

## Personnalités liées à Cookham
- Kenneth Grahame (1859-1932) romancier britannique.
- Stanley Spencer, (1891-1959) artiste-peintre britannique. Cookham figure dans beaucoup de ses tableaux, notamment Le Christ prêchant à la régate de Cookham et La Trahison.
- Jessica Brown Findlay, (1989) actrice
- Le premier épisode de la série Le Saint avec Roger Moore, intitulé "Un mari plein de talents", se passe à Cookham.
- Posy Simmonds auteure de bande dessinée britannique

## Jumelage
- Saint-Benoît (Vienne)